# Leptostylus obscurellus
Leptostylus obscurellus är en skalbaggsart som beskrevs av Bates 1863. Leptostylus obscurellus ingår i släktet Leptostylus och familjen långhorningar.
Artens utbredningsområde är:
- Uruguay.
- Venezuela.

Inga underarter finns listade i Catalogue of Life.